# Passage de la Hutte-au-Garde
Le passage de la Hutte-au-Garde est une voie du 17e arrondissement de Paris, en France.

## Situation et accès
Le passage de la Hutte-au-Garde est situé dans le 17e arrondissement de Paris. Il débute au 17, rue Marguerite-Long et se termine au 22 bis, avenue de la Porte-d'Asnières.

## Origine du nom

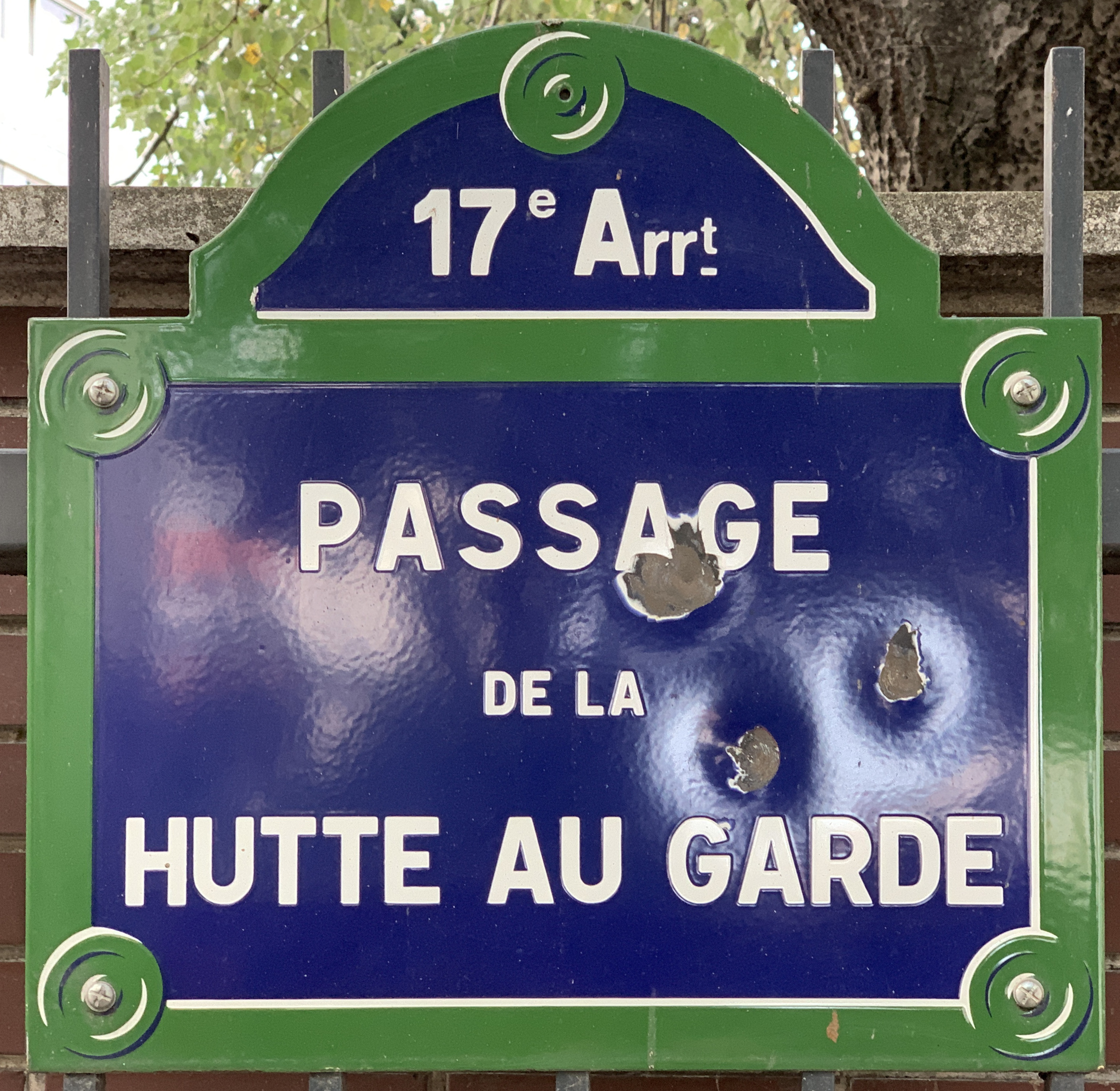
Plaque du passage.

Elle porte ce nom en référence à l'ancienne présence d'une hutte utilisée par les garde-chasse des garennes royales au XVIIe siècle.

## Historique
La voie est créée dans le cadre de l'aménagement de la ZAC Porte d'Asnières sous le nom provisoire de « voie BQ/17 » et prend sa dénomination actuelle par arrêté municipal du 6 mars 2003.